# Gyland
Gyland er et lokalsamfund og tidligere norsk kommune i Agder. Gyland var egen kommune fra 1894 til 1964.
1965 blev Gyland en del af i Flekkefjord kommune.
Gyland Station er en ubetjent jernbanestation langs Sørlandsbanen.

## Bebyggelser i Gyland
I dag er Gyland et område med spredt bebyggelse som består af mindre bygder. De største af disse er Nuland, Kongevold, Nedland, Mydland, Gyland gård, Fossdal, Netland, Hegland, Klungland, Tesaker, Hjelleset, Eikås, Øysæd, Fedåg, Åtland, Eigeland, Seland, Lona, Grøtteland, Homme, Lilunden og Laugstøl.

## Gyland Kirke
Kirken er en korskirke fra 1815med 300 siddepladser. Klokketårnet har to klokker, som er beholdt i manuel drift (ikke mekaniseret).
I 1929 blev Kirken flyttet fra Gyland til dens nuærende beliggenhed på Nuland, ved Nulandsvannet på Sandvikodden. Dette medførte en betydelig strid i kirkesognet. Hovedbegrundelsen for at flytte kirken var at dens nye placering var mere centralt for Gyland som område og bygd. Det mest centrale modargument var at kirkegården, med alle dens grave, naturlig nok ikke kunne flyttes med, og det var heller ikke mulig at etablere en ny kirkegård på Sandvikodden.
Konsekvensen af dette blev at kirkegården blev liggende, med dt tilhørende Gyland kapel. Kapellet bruges også af andre trossamfund i Gyland.
Flytnngen af kirken tog to år. Under processen blev der fundet et krucifiks fremstillet i Limoges (Frankrig) fra 1200-tallet, som blev sendt til Kulturhistorisk Museum i Oslo. Efter et ønske fra trossamfundene i bygden blev krucsifikset tilbageført til kirken i 2012.